# Leichtathletik-Weltmeisterschaften 2023/400 m Hürden der Frauen

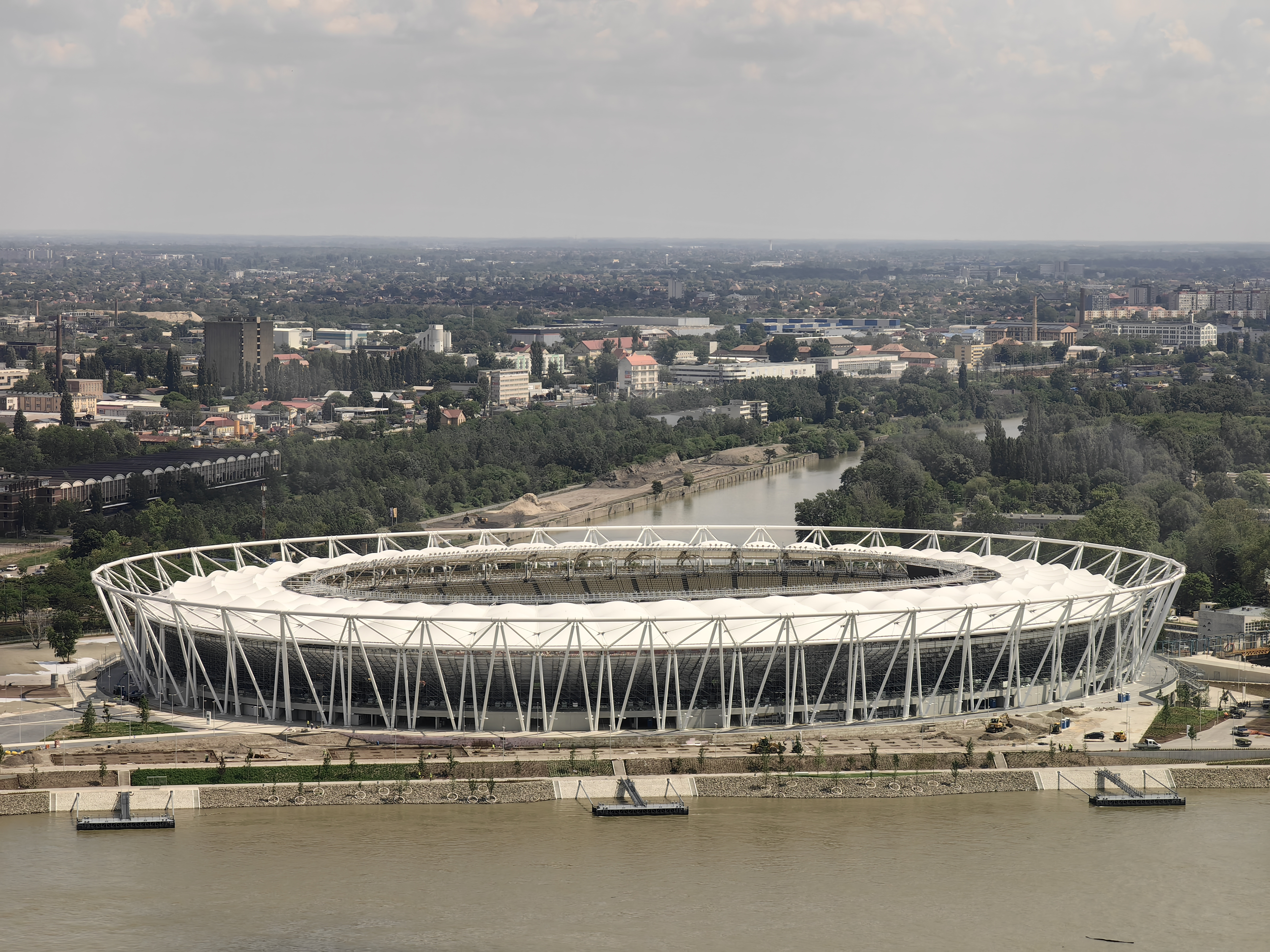
Nemzeti Atlétikai Központ im Mai 2023

Der 400-Meter-Hürdenlauf der Frauen bei den Leichtathletik-Weltmeisterschaften 2023 fand vom 21. bis 24. August 2023 im Stadion Nemzeti Atlétikai Központ der ungarischen Hauptstadt Budapest statt.
41 Athletinnen aus 30 Ländern nahmen an dem Wettbewerb teil.
Weltmeisterin wurde die niederländische WM-Zweite von 2022 Femke Bol. Sie siegte vor der US-amerikanischen Vizeweltmeisterin von 2015 Shamier Little. Bronze ging an die Jamaikanerin Rushell Clayton.

## Rekorde

### Bestehende Rekorde
| Weltrekord               | 50,68 s | Sydney McLaughlin | WM in Eugene, Vereinigte Staaten | 22. Juli 2022 |
| Weltmeisterschaftsrekord | 50,68 s | Sydney McLaughlin | WM in Eugene, Vereinigte Staaten | 22. Juli 2022 |

### Rekordverbesserungen
Der bestehende Championshiprekord (CR), gleichzeitig Weltrekord, wurde hier nicht verbessert. Der asiatische Kontinentalrekord wurde dreimal gesteigert und es gab einen Landesrekord.
- Kontinentalrekorde (jeweils Asienrekord):
  - 53,56 s – Kemi Adekoya (Bahrain), dritter Vorlauf am 21. August 2023
  - 53,39 s – Kemi Adekoya (Bahrain), drittes Halbfinale am 22. August 2023
  - 53,09 s – Kemi Adekoya (Bahrain), Finale am 24. August 2023
- Landesrekord:
  - 53,89 s – Ayomide Folorunso (Italien), drittes Halbfinale am 22. August 2023

## Legende
Kurze Übersicht zur Bedeutung der Symbolik – so üblicherweise auch in sonstigen Veröffentlichungen verwendet:
- Kontinentalrekorde (AR: area record): AS
- NR: nationaler Rekord
- IWR: Internationale Wettkampfregeln
- TR: Technische Regeln

## Vorläufe
Aus den fünf Vorläufen qualifizierten sich die jeweils vier Ersten jedes Laufes – hellblau unterlegt – und zusätzlich die vier Zeitschnellsten – hellgrün unterlegt – für das Halbfinale.

### Lauf 1
21. August 2023, 18:50 Uhr Ortszeit

| Platz | Athletin         | Land        | Zeit        |
| ----- | ---------------- | ----------- | ----------- |
| 1     | Rushell Clayton  | Jamaika     | 53,97 s     |
| 2     | Dalilah Muhammad | USA         | 54,21 s     |
| 3     | Carolina Krafzik | Deutschland | 54,53 s     |
| 4     | Viivi Lehikoinen | Finnland    | 54,65 s     |
| 5     | Rebecca Sartori  | Italien     | 54,82 s     |
| 6     | Yasmin Giger     | Schweiz     | 56,16 s     |
| 7     | Janka Molnár     | Ungarn      | 56,21 s     |
| 8     | Portia Bing      | Neuseeland  | 1:06,97 min |

### Lauf 2
21. August 2023, 18:58 Uhr Ortszeit

| Platz | Athletin            | Land        | Zeit (s) |
| ----- | ------------------- | ----------- | -------- |
| 1     | Janieve Russell     | Jamaika     | 54,53    |
| 2     | Anna Cockrell       | USA         | 54,68    |
| 3     | Gianna Woodruff     | Panama      | 55,31    |
| 4     | Savannah Sutherland | Kanada      | 55,85    |
| 5     | Chayenne da Silva   | Brasilien   | 56,25    |
| 6     | Eleonora Marchiando | Italien     | 56,27    |
| 7     | Robyn Brown         | Philippinen | 56,83    |
| 8     | Ami Yamamoto        | Japan       | 57,76    |

### Lauf 3
21. August 2023, 19:22 Uhr Ortszeit

| Platz | Athletin           | Land        | Zeit (s) |
| ----- | ------------------ | ----------- | -------- |
| 1     | Kemi Adekoya       | Bahrain     | 53,56 AS |
| 2     | Andrenette Knight  | Jamaika     | 54,21000 |
| 3     | Ayomide Folorunso  | Italien     | 54,30000 |
| 4     | Cathelijn Peeters  | Niederlande | 54,95000 |
| 5     | Zenéy van der Walt | Südafrika   | 55,21000 |
| 6     | Zurian Hechavarría | Kuba        | 56,43000 |
| 7     | Moa Granat         | Schweden    | 56,61000 |
| 8     | Lena Pressler      | Österreich  | 57,90000 |

### Lauf 4

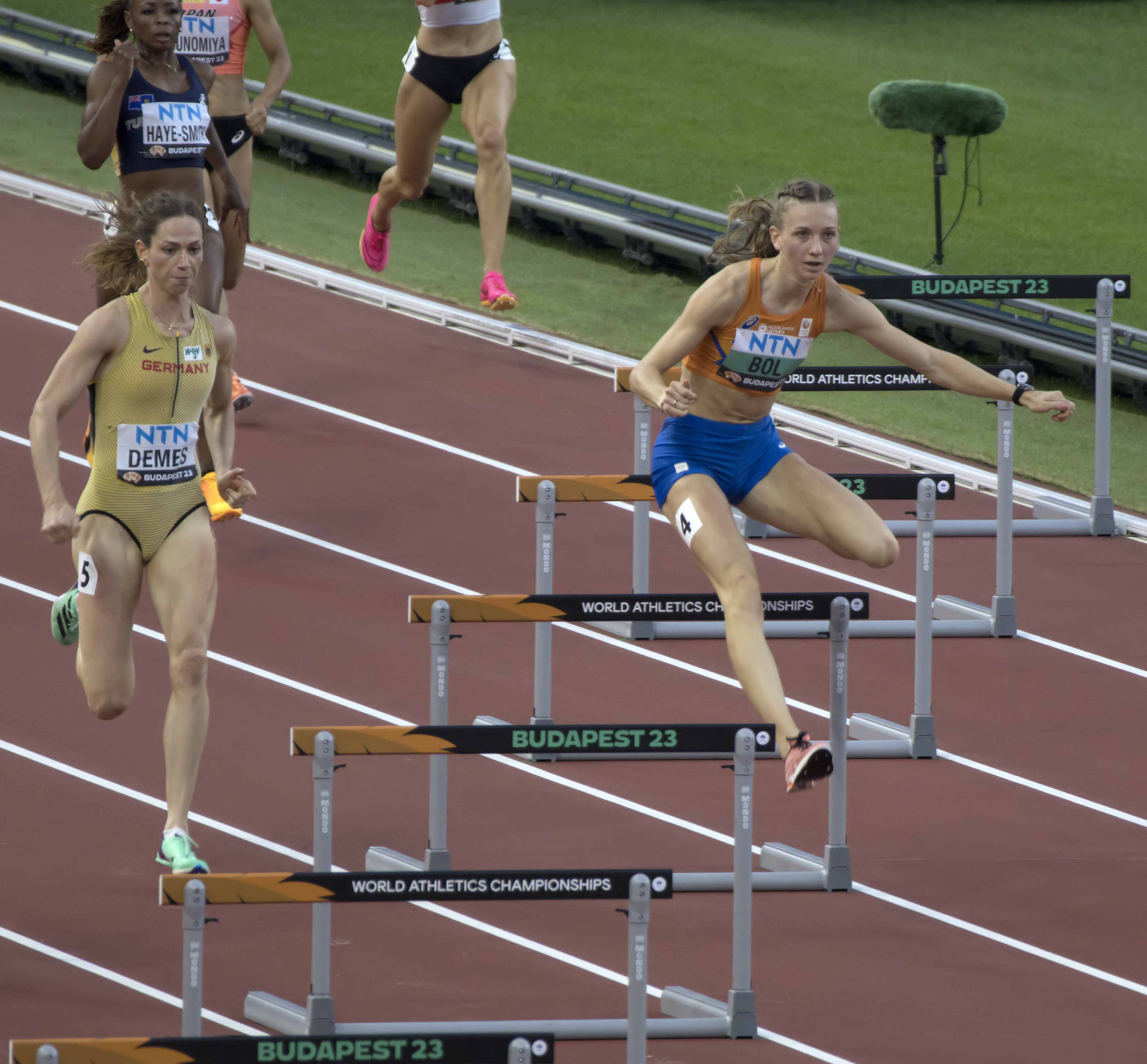
Gegengerade des vierten Vorlaufs: Femke Bol führt vor Eileen Demes, dahinter Yanique Haye-Smith, Eri Utsunomiya und auf der Innenbahn Hanne Claes

21. August 2023, 19:14 Uhr Ortszeit

| Platz | Athletin               | Land                    | Zeit        |
| ----- | ---------------------- | ----------------------- | ----------- |
| 1     | Femke Bol              | Niederlande             | 53,39 s     |
| 2     | Wiktorija Tkatschuk    | Ukraine                 | 55,05 s     |
| 3     | Hanne Claes            | Belgien                 | 55,13 s     |
| 4     | Line Kloster           | Norwegen                | 55,23 s     |
| 5     | Eileen Demes           | Deutschland             | 55,29 s     |
| 6     | Sarah Carli            | Australien              | 55,76 s     |
| 7     | Fatoumata Binta Diallo | Portugal                | 56,03 s     |
| 8     | Eri Utsunomiya         | Japan                   | 57,98 s     |
| 9     | Yanique Haye-Smith     | Turks- und Caicosinseln | 1:00,08 min |

### Lauf 5
21. August 2023, 19:22 Uhr Ortszeit

| Platz | Athletin           | Land           | Zeit (s) |
| ----- | ------------------ | -------------- | -------- |
| 1     | Jessie Knight      | Großbritannien | 54,27    |
| 2     | Shamier Little     | USA            | 54,40    |
| 3     | Anna Ryschykowa    | Ukraine        | 54,70    |
| 4     | Nikoleta Jíchová a | Tschechien     | 55,10    |
| 5     | Noura Ennadi       | Marokko        | 55,21    |
| 6     | Dimitra Gnafaki    | Griechenland   | 56,18    |
| 7     | Brooke Overholt    | Kanada         | 56,20    |
| 8     | Agata Zupin        | Slowenien      | 57,62    |

## Halbfinale
Aus den drei Halbfinalläufen qualifizierten sich die jeweils zwei Ersten jedes Laufes – hellblau unterlegt – und zusätzlich die zwei Zeitschnellsten – hellgrün unterlegt – für das Finale.

### Lauf 1
22. August 2023, 20:25 Uhr Ortszeit
| Platz | Athletin            | Land           | Zeit (s) |
| ----- | ------------------- | -------------- | -------- |
| 1     | Rushell Clayton     | Jamaika        | 53,30    |
| 2     | Anna Cockrell       | USA            | 53,63    |
| 3     | Viivi Lehikoinen    | Finnland       | 54,48    |
| 4     | Jessie Knight       | Großbritannien | 54,51    |
| 5     | Gianna Woodruff     | Panama         | 54,71    |
| 6     | Noura Ennadi        | Marokko        | 55,15    |
| 7     | Wiktorija Tkatschuk | Ukraine        | 55,43    |
| 8     | Rebecca Sartori     | Italien        | 55,98    |

### Lauf 2
22. August 2023, 20:34 Uhr Ortszeit
| Platz | Athletin           | Land        | Zeit (s) |
| ----- | ------------------ | ----------- | -------- |
| 1     | Femke Bol          | Niederlande | 52,95    |
| 2     | Andrenette Knight  | Jamaika     | 53,72    |
| 3     | Dalilah Muhammad   | USA         | 54,19    |
| 4     | Anna Ryschykowa    | Ukraine     | 54,42    |
| 5     | Carolina Krafzik   | Deutschland | 54,58    |
| 6     | Nikoleta Jíchová   | Tschechien  | 55,01    |
| 7     | Line Kloster       | Norwegen    | 55,43    |
| 8     | Zenéy van der Walt | Südafrika   | 55,49    |

### Lauf 3
22. August 2023, 20:43 Uhr Ortszeit
| Platz | Athletin            | Land        | Zeit (s) |
| ----- | ------------------- | ----------- | -------- |
| 1     | Shamier Little      | USA         | 52,81000 |
| 2     | Kemi Adekoya        | Bahrain     | 53,39 AS |
| 3     | Janieve Russell     | Jamaika     | 53,69000 |
| 4     | Ayomide Folorunso   | Italien     | 53,89 NR |
| 5     | Cathelijn Peeters   | Niederlande | 54,63000 |
| 6     | Savannah Sutherland | Kanada      | 54,99000 |
| 7     | Hanne Claes         | Belgien     | 56,06000 |
| 8     | Eileen Demes        | Deutschland | 56,71000 |

## Finale

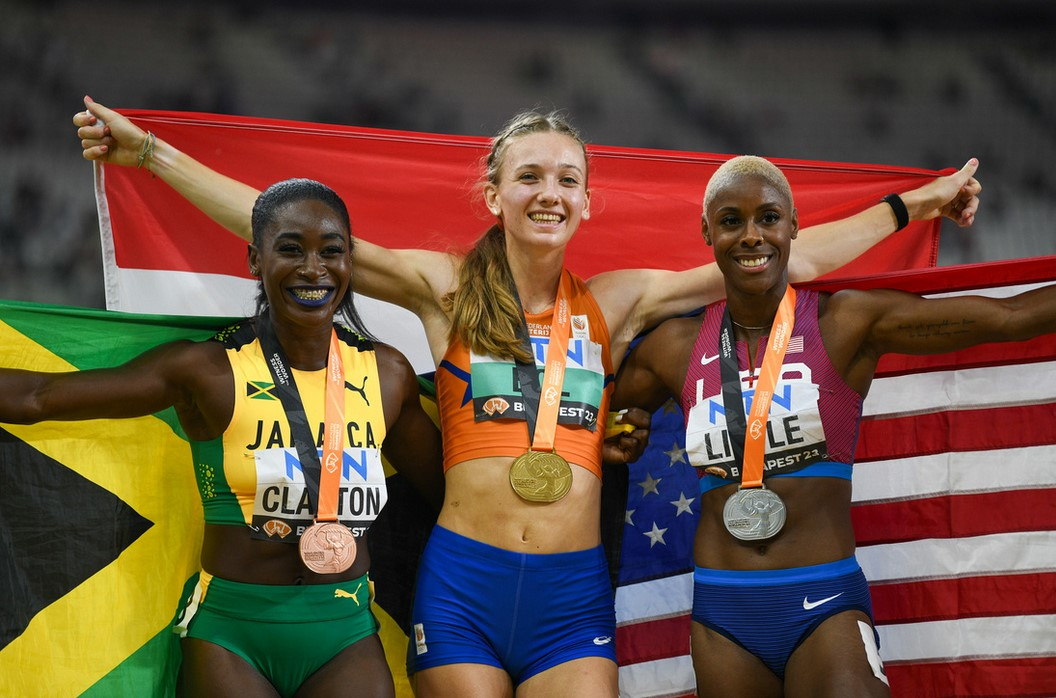
Die Medaillengewinnerinnen (v. l. n. r.): Rushell Clayton, Femke Bol, Shamier Little
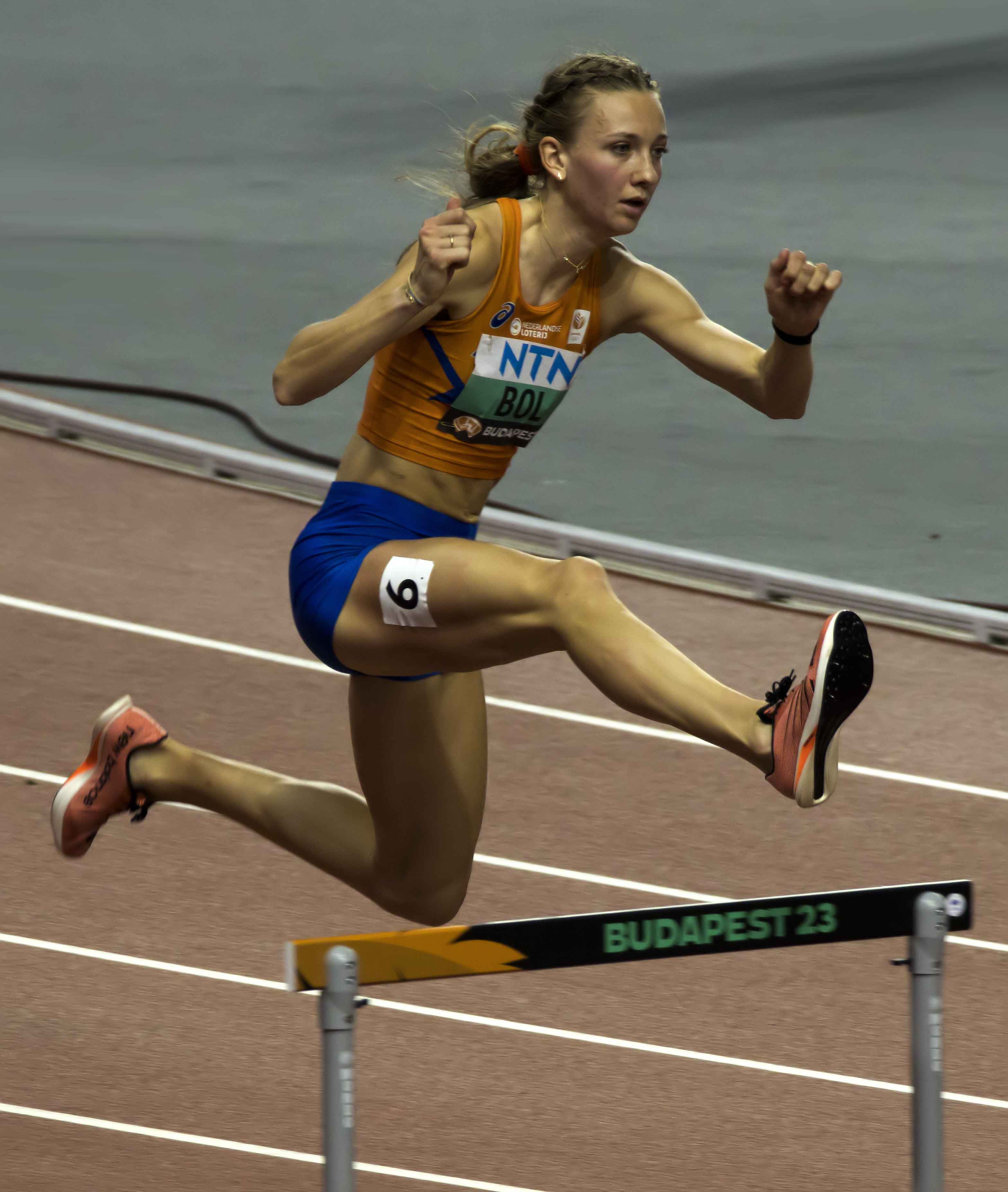
Weltmeisterin Femke Bol im Finale

24. August 2023, 21:50 Uhr Ortszeit
| Platz | Athletin          | Land        | Zeit (s) |
| ----- | ----------------- | ----------- | -------- |
|       | Femke Bol         | Niederlande | 51,70000 |
|       | Shamier Little    | USA         | 52,80000 |
|       | Rushell Clayton   | Jamaika     | 52,81000 |
| 4     | Kemi Adekoya      | Bahrain     | 53,09 AS |
| 5     | Anna Cockrell     | USA         | 53,34000 |
| 6     | Ayomide Folorunso | Italien     | 54,19000 |
| 7     | Janieve Russell   | Jamaika     | 54,28000 |
| 8     | Andrenette Knight | Jamaika     | 55,20000 |